# Richard Durand
Richard Durand, is de artiestennaam van Richard van Schooneveld (Amsterdam, 5 april 1976), een Nederlandse dj en producer.

## Biografie
Van jongs af aan had Van Schooneveld belangstelling voor muziek. Hij leerde onder andere pianospelen en zijn jeugd was een goede basis voor zijn muzikale carrière. Deze begon serieuze vormen aan te nemen in 1997 toen hij Reinold Hoogendoorn ontmoette. Ze begonnen samen een bedrijf genaamd 4G Productions. Reinold nam hierbij het zakelijke deel voor zijn rekening. Richard richtte zich op muziek maken en liveoptreden. Hij was een van de eerste artiesten die niet optrad als deejay, maar 'live' met synthesizers en drumcomputers op het podium. Richard werd hiermee een bekend gezicht in de Amsterdamse club Lexion.
De eerste plaat die hij afleverde, droeg de titel 4G en werd uitgebracht als track van DJ Albert, een van de vaste deejays in de club Lexion. Het nummer bereikte in de lente van 1999 de Nederlandse top 40. Het nummer werd ook gebruikt op de iconische Gatecrasher cd-serie.
Er kwamen ook singles onder een eigen naam onder de alias G-Spott. De singles G-Llennium en Fanta-G bleven in 1999 nog bescheiden club-hits. De samenwerkingen met DJ Jose leverden het eerste commerciële succes onder eigen naam op. Ook Jose was een bekend gezicht in de Lexion club. Als DJ Jose vs. G-Spott kwamen ze later in 1999 in de tipparade terecht met hun track Wrong = Right. De opvolger van deze samenwerking werd een nog groter succes. House Of Justice stond in de zomer van 2000 zes weken lang in de Nederlandse top 40. De solo-track Melo-G deed het vervolgens ook goed. Hoewel het alleen de tipparade bereikte, kwam het nummer wel op veel dance compilatie-cd's terecht. Aan het eind van het jaar werd onder de naam Heaven's Cry nog een samenwerking met DJ Jose uitgebracht met de titel Till Tears Do Us Part. Hoewel het niet in de hitlijsten terecht kwam, was wel een groot succes binnen de club-scene. 
In 2001 groeide het succes met meer hits die allemaal de Nederlandse top 40 bereikten. De nieuwe samenwerking met DJ Jose met de naam II Symbols kwam tot de 21e plek. Vervolgens piekte de solo single N-R-G op de 18e plaats. Onder de naam N-R-G kwam er ook een album, met daarop de hits tot dan toe. Hierop staan ook de tracks The Livingroom die eerder uitgebracht was als track van DJ Calvin (wederom een Lexion-deejay) en L.O.I.S., dat uitgebracht is als track van DJ Melvin. Het album bevat ook een 2e bonus-cd waarop een liveact recording te horen is. 
Het (grotendeels nationale) succes bleef na het album aanhouden. Eind 2001 kwam al de eerste nieuwe single Access in de Nederlandse top 40 terecht, wat achteraf de laatste samenwerking met DJ Jose zou blijken. De solo singles G-Licious en Louder bereikten ook de Nederlandse top 40. In 2003 richtte Richard het label Zzap Recordings op. Hierop bracht hij zijn single No Comment uit. Richard bleef ook werken aan muziek voor anderen. In de meeste gevallen werden deze platen uitgebracht op zijn Zzap-label. Zo produceerde hij voor DJ Jean de hits Every Single Day en Feel It, en voor DJ Jose leverde hij Hecitate en Stepping To The Beat. Hij produceerde ook Set You Free voor DJ Melvin.
Richard leerde zichzelf ondertussen draaien en ging na liveoptredens dus ook als deejay aan het werk. Hij trad op bij de grootste Nederlandse festivals als Mysteryland, Trance Energy en Dance Valley. 
Hij kwam nog met de hit City Streets en een bundel met 6 clubtracks onder de titel Vinyl Sessions. In 2006 kwam de single Sadness, wat de laatste onder de naam G-Spott bleek te worden. Er kwam nog wel een productie in 2007 voor DJ Jose, met de titel Turn The Lights Off. Hoewel sinds 2020 Richard heel af en toe nog wel als G-Spott optreed, soms samen met DJ José, op evenementen in Nederland, ligt het project - samen met het Zzap-label, feitelijk stil. De focus ligt bij een ander project. 
Richard maakt namelijk sinds 2005 ook muziek onder de naam Richard Durand. In dat jaar kwam hij met de track Make Me Scream. Dit werd een grote clubhit, grijsgedraaid door alle bekende trancedeejays van die tijd. Het was niet direct bekend dat 'G-Spott' de man was achter deze Richard Durand-plaat. De plaat was uitgebracht op het nieuwe en nog volstrekt onbekende label Terminal 4. Ook dit label bleek opgericht door Richard van Schooneveld. De aandacht voor de naam Richard Durand groeide door zijn succesvolle opvolgers Slipping Away, Inside My Brain, Submerge en Ledged Up. Maar vooral ook door bijzonder succesvolle bootlegs (dat zijn onofficiële remixen) van populaire dance classics.
Zijn bootleg van The Prodigy's Smack My Bitch Up was bijvoorbeeld een grote favoriet bij DJ Tiesto. Veel remixen werden later alsnog officieel uitgebracht. Zo kregen de Durand-remixen van Niels van Gogh Pulverturm, Way Out West The Fall, Fragma Toca's Miracle een officiele release. Net als zijn remixes van DJ Tiesto's Lethal Industry en Flight 643, die zeer succesvol waren. Met de titel Sunhump 2006 kwam Richard Durand met een eigen versie van het nummer Sunhump van Veridian, uit 1996. Deze plaat was erg populair Armin van Buuren. Tiesto vroeg Durand ondertussen opnieuw zijn werk te remixen. Zo kwam er een Richard Durand remix van de Tiesto-plaat Break My Fall. In 2008 kwam Richard met de single Weep, een remix van Skunk Anansie's Brazen (Weep). Deze succesvolle clubtrack behaalde ook commercieel succes met een plaats in de Nederlandse top 40. Ook deze werd door Armin grijs gedraaid en hij vroeg Richard Durand een remix te maken van zijn eigen single In And Out Of Love. 
Een eerste album onder de naam Richard Durand kreeg de titel Always the Sun en verscheen in 2009. Van het album werd het gelijknamige Always The Sun een favoriet bij zijn fans en werd Into Something een populaire clubhit. Het album is uitgebracht op het Magik Muzik-label, wat onderdeel is van Black Hole Recordings. Met deze stap stopte hij met zijn Terminal 4-label. De Black Hole-labels werden zijn nieuwe thuisbasis. 
Vanaf 2010 nam Richard Durand de iconische trance mix-serie In Search Of Sunrise over van DJ Tiësto, die de eerste zeven edities had verzorgd. Richard heeft deel 8 tot en met 13 zijn verzorgd. De laatste kwam uit in 2015 en is als deel 13.5 uitgebracht, met bijgeloof als de reden om het getal 13 over te slaan. 
In 2013 volgde het tweede album onder de naam Richard Durand: Wide Awake. Op dit album staan onder andere Dryland, een plaat die support kreeg van grote trance-namen als Paul Oakenfold en Markus Schulz. De track Tiger's Apology was wellicht het grootste succes van het album, met veel support van DJ Tiesto. Het derde album genaamd Richard Durand versus The World werd een minder groot succes.
Richard koos voor een nieuwe weg in 2015 en richtte binnen Black Hole Recordings het sub-label Reloaded Music op. Zijn muzikale richting veranderde hiermee ook. Zijn trance sound werd ruwer met meer invloeden van hardere uplifting en tech-trance. Zijn muziek vond na een aantal jaren een plek bij Outburst Recordings, dat zich op vergelijkbare sound richtte. Groot succes behaalde Richard in 2018 met zijn single The Air I Breathe. Deze track werd dat jaar verkozen tot de Tune Of The Year in Armin van Buurens A State Of Trance radioshow. In 2019 won Richard bijna opnieuw. Zijn samenwerking Save You met vocaliste Christina Novelli werd tweede.
Vanaf 2024 vormt Richard naast zijn solocarrière als Richard Durand ook een duo met RAM onder de naam Digital Culture. RAM (Ram Boon) is een gevestigde naam in de dance scene en was beginjaren 2000 bekend van het hardtrance duo Bas & Ram. De eerste track die ze samen uitbrachten is Space Time op Outburst Recordings. Hun releases worden gedraaid door de grootste deejays in de trance wereld. Als Digital Culture treden ze soms ook samen op. Zo stonden ze in 2024 in Bangkok en in 2025 in het Arnhemse Gelredome samen op het grote Transmission festival. 

## Discografie

### Albums
| Album met eventuele hitnotering(en) in de Nederlandse Album Top 100 | Datum van verschijnen | Datum van binnenkomst | Hoogste positie | Aantal weken | Opmerkingen |
| ------------------------------------------------------------------- | --------------------- | --------------------- | --------------- | ------------ | ----------- |
| N-R-G                                                               | 2001                  | 04-08-2001            | 54              | 5            |             |

### Singles als G-Spott
| Single met eventuele hitnotering(en) in de Nederlandse Top 40 | Datum van verschijnen | Datum van binnenkomst | Hoogste positie | Aantal weken | Opmerkingen                          |
| ------------------------------------------------------------- | --------------------- | --------------------- | --------------- | ------------ | ------------------------------------ |
| 4G                                                            |                       | 1999                  | tip             | -            | vs DJ Albert                         |
| Wrong = right                                                 |                       | 21-08-1999            | tip18           | -            | vs Dj Jose                           |
| FantaGee                                                      |                       | -                     |                 |              |                                      |
| G-lennium                                                     |                       | -                     |                 |              |                                      |
| House of justice                                              |                       | 22-07-2000            | 34              | 6            | vs Dj Jose                           |
| Melo-G                                                        |                       | 16-09-2000            | tip2            | -            |                                      |
| II symbols                                                    |                       | 02-12-2000            | 21              | 5            | vs Dj Jose / Dancesmash op Radio 538 |
| N-R-G                                                         |                       | 16-06-2001            | 18              | 9            | Dancesmash op Radio 538              |
| Access                                                        |                       | 08-12-2001            | 27              | 5            | vs Dj Jose / Dancesmash op Radio 538 |
| G-licious                                                     |                       | 11-05-2002            | tip3            | -            | vs Dj Jose                           |
| Louder                                                        |                       | 08-02-2003            | 40              | 2            | Dancesmash op Radio 538              |
| No comment                                                    | 06-10-2003            | 13-12-2003            | 20              | 9            | Dancesmash op Radio 538              |
| City streets                                                  | 28-10-2004            | 20-11-2004            | 18              | 13           | Dancesmash op Radio 538              |
| Vinyl Sessions 1.0                                            | 21-07-2005            | -                     |                 |              | alleen op vinyl                      |
| Human Rights                                                  | 14-11-2005            | -                     |                 |              |                                      |
| Sadness                                                       | 19-05-2006            | 01-07-2006            | 21              | 7            | Dancesmash op Radio 538              |
| Vinyl Sessions 2.0                                            |                       | -                     |                 |              | alleen op vinyl                      |

### Singles als Richard Durand
| Single met eventuele hitnotering(en) in de Nederlandse Top 40 | Datum van verschijnen | Datum van binnenkomst | Hoogste positie | Aantal weken | Opmerkingen |
| ------------------------------------------------------------- | --------------------- | --------------------- | --------------- | ------------ | ----------- |
| Make Me Scream                                                | 01-11-2005            | -                     |                 |              |             |
| Sunhump 2006                                                  | 01-11-2006            | -                     |                 |              |             |
| Slipping Away                                                 | 01-12-2006            | -                     |                 |              |             |
| Inside My Brain                                               | 10-02-2007            | -                     |                 |              |             |
| Any Time                                                      | 09-02-2007            | -                     |                 |              |             |
| Richolet/Red Alert/Shocking Oz                                | 03-05-2007            | -                     |                 |              |             |
| Sweep and Repeat                                              | 10-08-2007            | -                     |                 |              |             |
| Submerge                                                      | 24-10-2007            | -                     |                 |              |             |
| Ledged Up                                                     | 10-01-2008            | -                     |                 |              |             |
| Weep                                                          | 2008                  | 06-09-2008            | 35              | 3            |             |
| Predator vs Cha Cha                                           | 01-12-2008            | -                     |                 |              |             |
| Into Something                                                | 23-02-2009            | -                     |                 |              |             |
| Always the sun                                                | ??-??-2009            | -                     |                 |              |             |
| No way home                                                   | 02-10-2009            | -                     |                 |              |             |